# Rosângela Conceição
Rosângela "Zanza" da Silva Conceição (São Leopoldo, 7 de agosto de 1973) é uma das principais lutadoras de luta greco-romana brasileiras.
Começou a carreira de atleta no Judô aos 10 anos por incentivo do irmão, que já praticava a modalidade. Foi para os Jogos Olímpicos de Atlanta em 1996 como possível reserva de Edinanci Silva. Sem muito sucesso na tentativa de ir para as Olimpíadas seguintes, Rosângela, que também é faixa-preta em jiu-jitsu e foi tricampeã mundial da categoria, mudou para a luta olímpica em 2003, com o intuito de obter melhores resultados. No ano seguinte já era medalha de bronze no torneio panamericano, do qual foi campeã em 2005.
Nos Jogos Pan-Americanos de 2007 do Rio de Janeiro, Rosângela deu ao Brasil a sua primeira medalha na luta, entre atletas femininas, um bronze na categoria até 72 kg. No ano seguinte, foi a primeira brasileira a se classificar pro torneio olímpico de luta, nos Jogos Olímpicos de Pequim, vencendo a primeira luta diante da cazaque Olga Zhanibekova, mas perdendo em seguida para a japonesa pentacampeã mundial Kyoko Hamaguchi, ficando de fora da semifinal e da repescagem.